# Enrico Olivieri
Enrico Olivieri (Torino, 14 dicembre 1939 – Messico, 29 gennaio 2022) è stato un attore italiano attivo fino al 1960, noto soprattutto per i suoi ruoli come attore bambino tra il 1948 e i primi anni cinquanta.

## Biografia
Il suo esordio al cinema risale al 1948, quando Mario Soldati lo sceglie per impersonare Fabrizio Torre, il figlio dell'ex gerarca fascista  Riccardo in Fuga in Francia. A questo primo ruolo da co-protagonista segue circa un decennio di attività in ruoli sia importanti che marginali. È una presenza ricorrente nei drammi a forte tinte girati da Amedeo Nazzari e Yvonne Sanson, dove ha dato il meglio delle sue non indifferenti doti di attore. Diplomatosi nel frattempo ragioniere,  come molti altri attori bambini del cinema italiano decide di abbandonare le scene quando con la crescita i ruoli offerti e le possibilità di lavoro si diradano.

## Filmografia

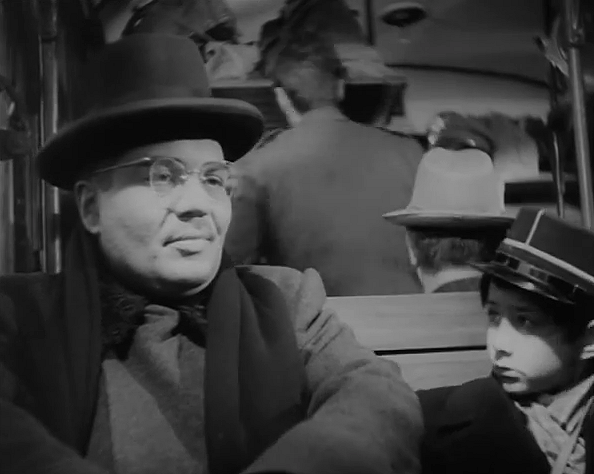
Con Folco Lulli in Fuga in Francia, il suo esordio cinematografico

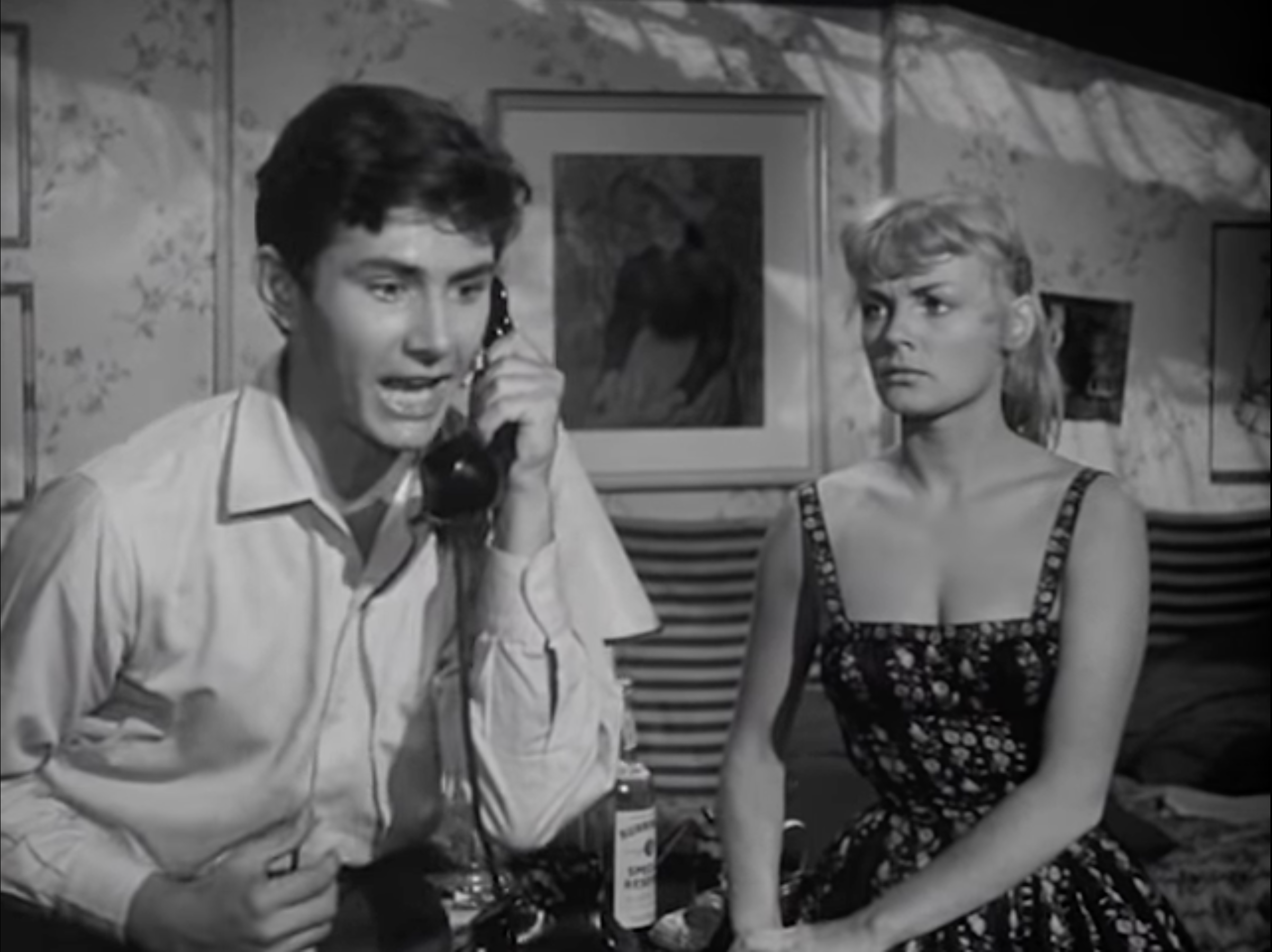
Con Etchika Choureau ne I colpevoli (1957)

- Fuga in Francia, regia di Mario Soldati (1948)
- Guglielmo Tell, regia di Giorgio Pàstina (1948)
- I figli di nessuno, regia di Raffaello Matarazzo (1951)
- Menzogna, regia di Ubaldo Maria Del Colle (1952)
- Chi è senza peccato..., regia di Raffaello Matarazzo (1952)
- Redenzione, regia di Piero Caserini (1952)
- Bufere, regia di Guido Brignone (1953)
- Legione straniera, regia di Basilio Franchina (1952)
- La donna del fiume, regia di Mario Soldati (1955)
- L'angelo bianco, regia di Raffaello Matarazzo (1955)
- Destinazione Piovarolo, regia di Domenico Paolella (1956)
- Guerra e pace , regia di King Vidor (1956)
- I colpevoli, regia di Turi Vasile (1957)
- Il diavolo nero, regia di Sergio Grieco (1957)
- Solo Dio mi fermerà, regia di Renato Polselli (1957)
- Sigfrido, regia di Giacomo Gentilomo (1957)
- Costa Azzurra, regia di Vittorio Sala (1959)
- Arrangiatevi, regia di Mauro Bolognini (1959)
- L'assedio di Siracusa , regia di Pietro Francisci (1960) - non accreditato
- La maschera del demonio, regia di Mario Bava (1960)

## Doppiatori italiani
- Maria Pia Di Meo in Menzogna, Bufere
- Gianfranco Bellini in Sigfrido
- Massimo Turci in La maschera del demonio